# District de Higashimatsuura
Le district de Higashimatsuura (東松浦郡, Higashimatsuura-gun) est un district de la préfecture de Saga au Japon.
Au 1er février 2015, sa population était de 5 968 habitants pour une superficie de 35,9 km2 et une densité de population de 166 habitants au kilomètre carré.

## Commune du district
- Genkai